# Olbersdorf
Olbersdorf es un municipio situado en el distrito de Görlitz, en el estado federado de Sajonia (Alemania), a una altitud de 280 metros. Su población a finales de 2016 era de unos 5000 habs. y su densidad poblacional, 330 hab/km².

## Geografía
El pueblo limita directamente con la ciudad de Zittau al norte y con las montañas de Zittau al sur. Se extiende a lo largo del valle del arroyo Goldbach, que siempre llevaba agua, incluso en épocas de sequía, por lo que "valía su peso en oro" para los propietarios de los numerosos molinos. 
En Niederdorf se encuentra el lago Olbersdorf, la fosa minera a cielo abierto inundada que quedó de la mina de lignito de Glückauf, que comenzó como cantera de pilares en 1908 y se abrió a la minería a cielo abierto en 1910. El lago se utiliza con fines recreativos desde la exposición de jardinería del estado federado de 1999. 
En la orilla norte del lago se celebra desde hace muchos años el O-See-Challenge. Aunque la ciudad de Zittau figura como sede, el O-See-Challenge y los Campeonato Mundial de Triatlón Cross ITU especiales de 2014 tendrán lugar íntegramente en Olbersdorf.

### Municipios vecinos
Olbersdorf limita al norte y al este con la ciudad de Zittau, al sur con Oybin, al suroeste con Jonsdorf y al oeste con Bertsdorf-Hörnitz.

### Organización local
Olbersdorf se divide en Niederdorf, Oberdorf, Kaltenstein, Städtel, Randsiedlung, Neubaugebiet (Grundbachsiedlung) y Kohlenviebig. 
El municipio no está organizado en distritos oficialmente definidos y no tiene distritos incorporados. El antiguo distrito de Eichgraben se reorganizó en Zittau.

## Turismo
En los próximos años, el municipio presentará más ofertas de vacaciones activas, además de la red de rutas de senderismo, ciclismo y equitación. 
Todos los días, el ferrocarril de vía estrecha de Zittau, con un ancho de vía de 750 mm, atraviesa el pueblo de casi setecientos años de antigüedad hasta las montañas de Zittau. De las estaciones de ferrocarril situadas en Olbersdorf, la de Bertsdorf es especialmente interesante. La línea se bifurca aquí y se pueden contemplar dos locomotoras de vapor que viajan a las cercanas ciudades balneario de Oybin y Jonsdorf. 
Otras atracciones del municipio son el museo del reloj, con su colección única de grandes relojes industriales y de exterior, y la tejeduría de cocos, con su taller-espectáculo.